# 西冰库站
西冰庫站（：／ Seobinggo yeok */?）是京元线沿線的一座地面車站，位於韓國首爾特別市龍山區西冰庫洞，有首都圈電鐵京義·中央線列车停靠。站名取自所在地西冰庫洞，乃源於朝鮮時期的一處官廳「西冰庫」而命名。附近設有通往龍山基地的分岔線。

## 車站結構
站體為2面4線雙島式月台的地面車站，候車月台設有月台幕門。

### 月台配置
| ↑ 二村      |
| ２ \| １ \| |
| 漢南 ↓      |

| 月台 | 路線                   | 目的地                               |
| ---- | ---------------------- | ------------------------------------ |
| 1    | ●首都圈電鐵京義·中央線 | 往十里、清涼里、德沼、楊平、龍門方向 |
| 2    | ●首都圈電鐵京義·中央線 | 龍山、水色、大谷、一山、文山方向     |

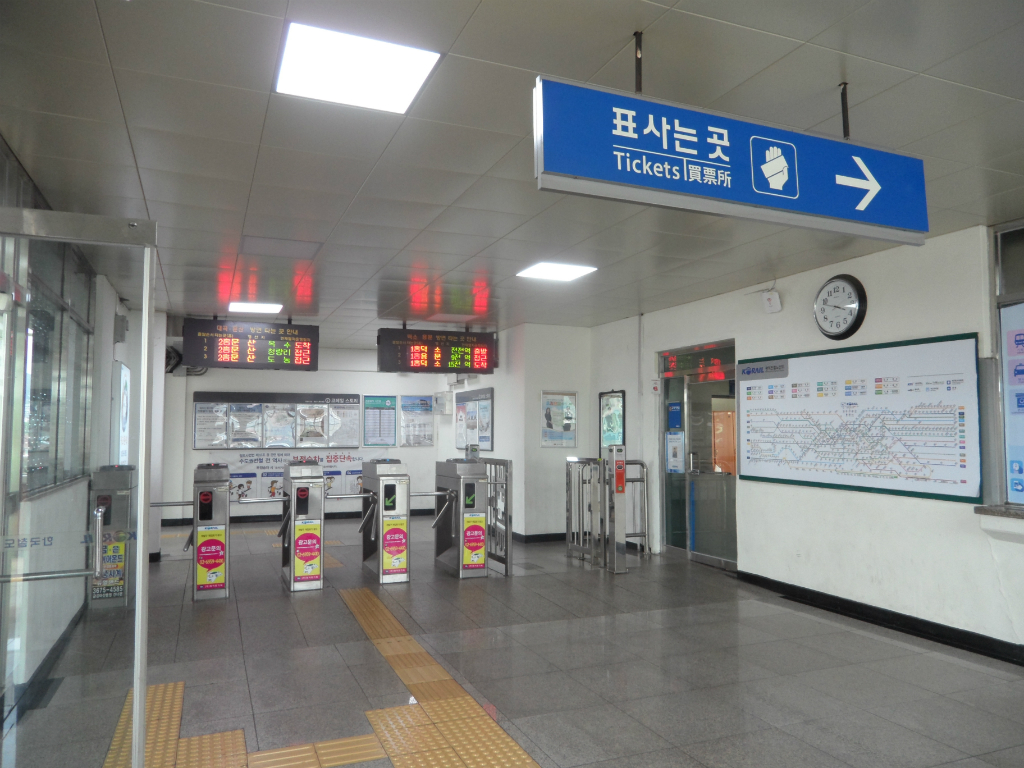
检票口
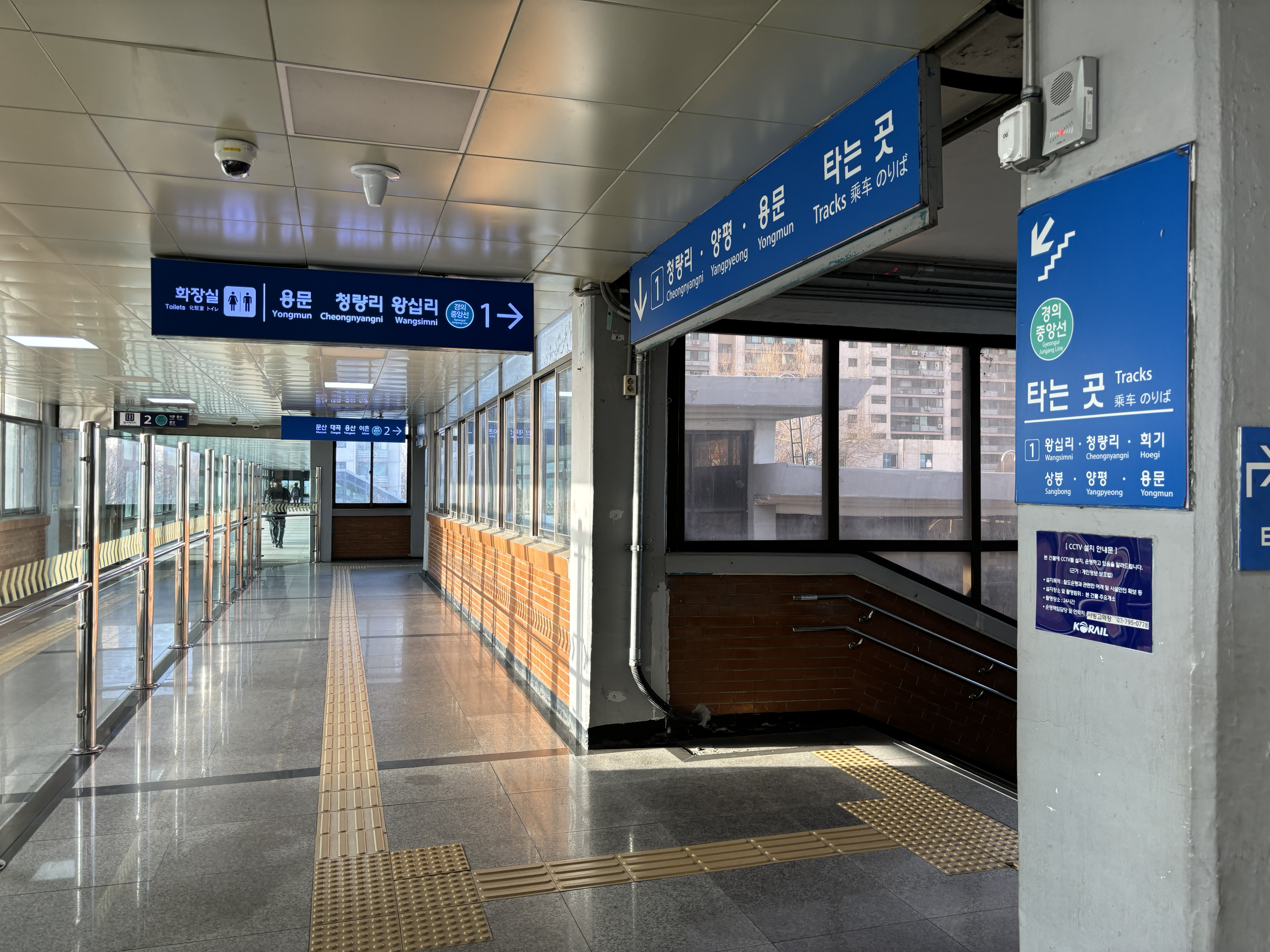
行人天桥内部
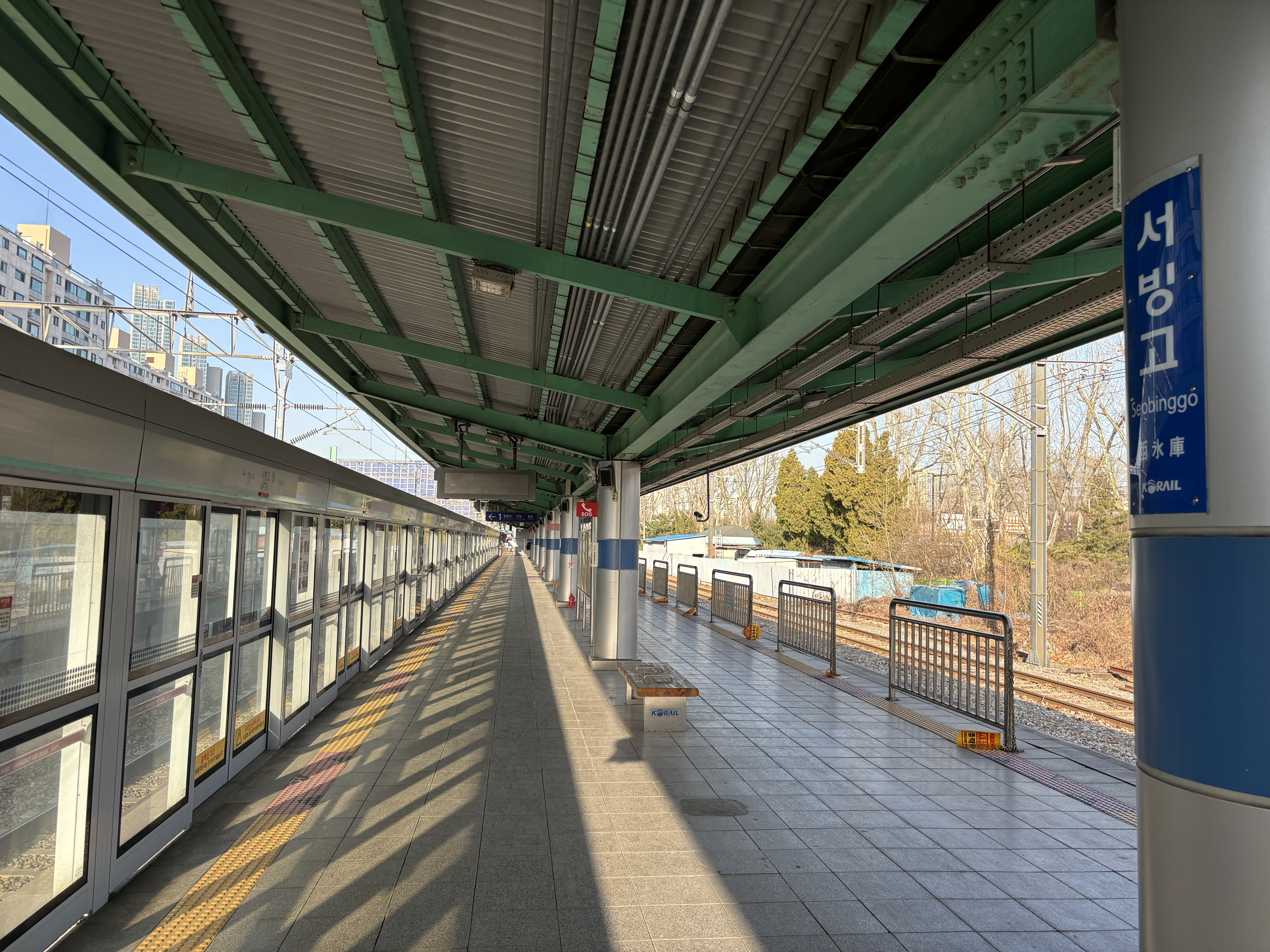
1站台
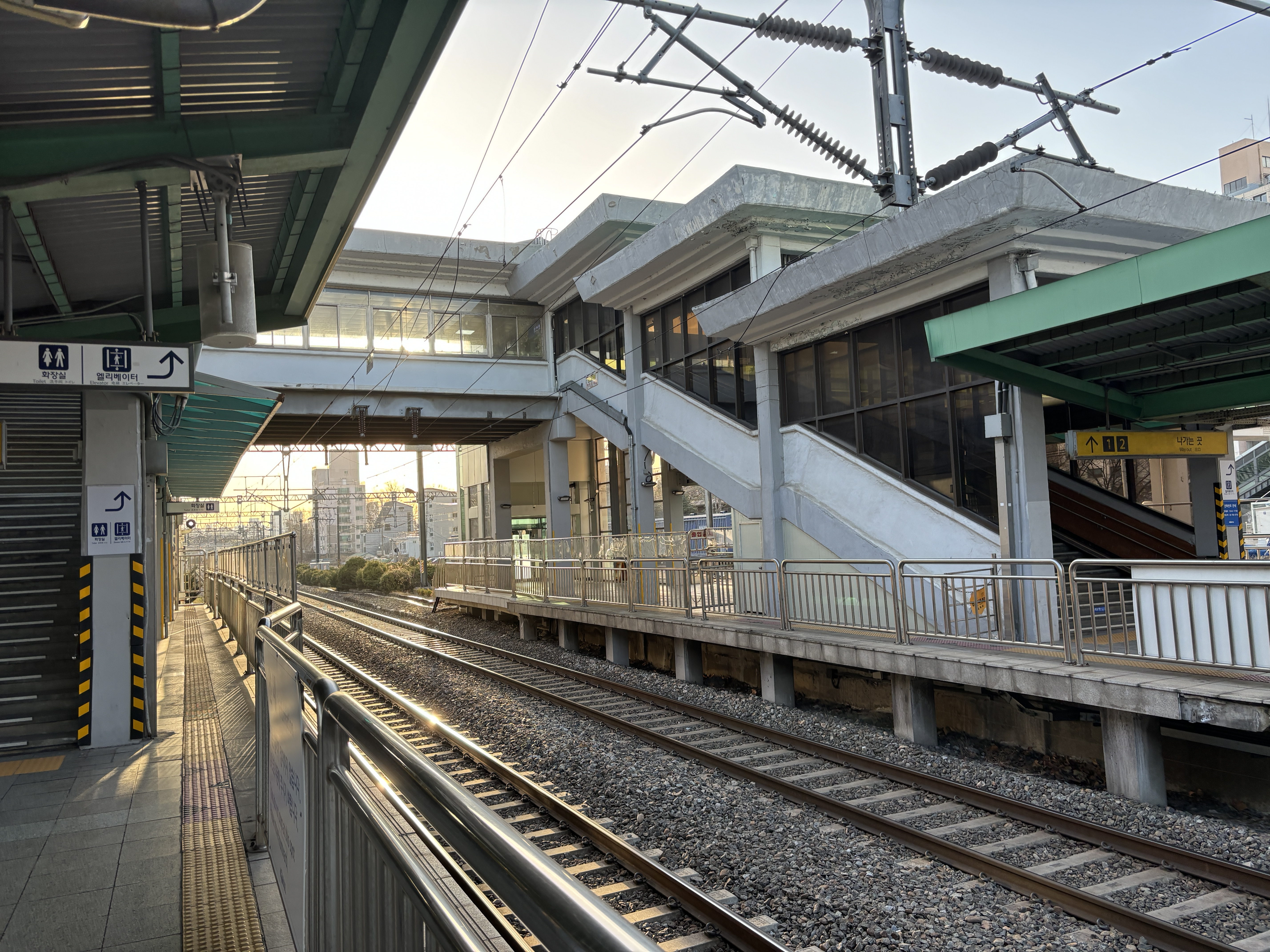
行人天桥
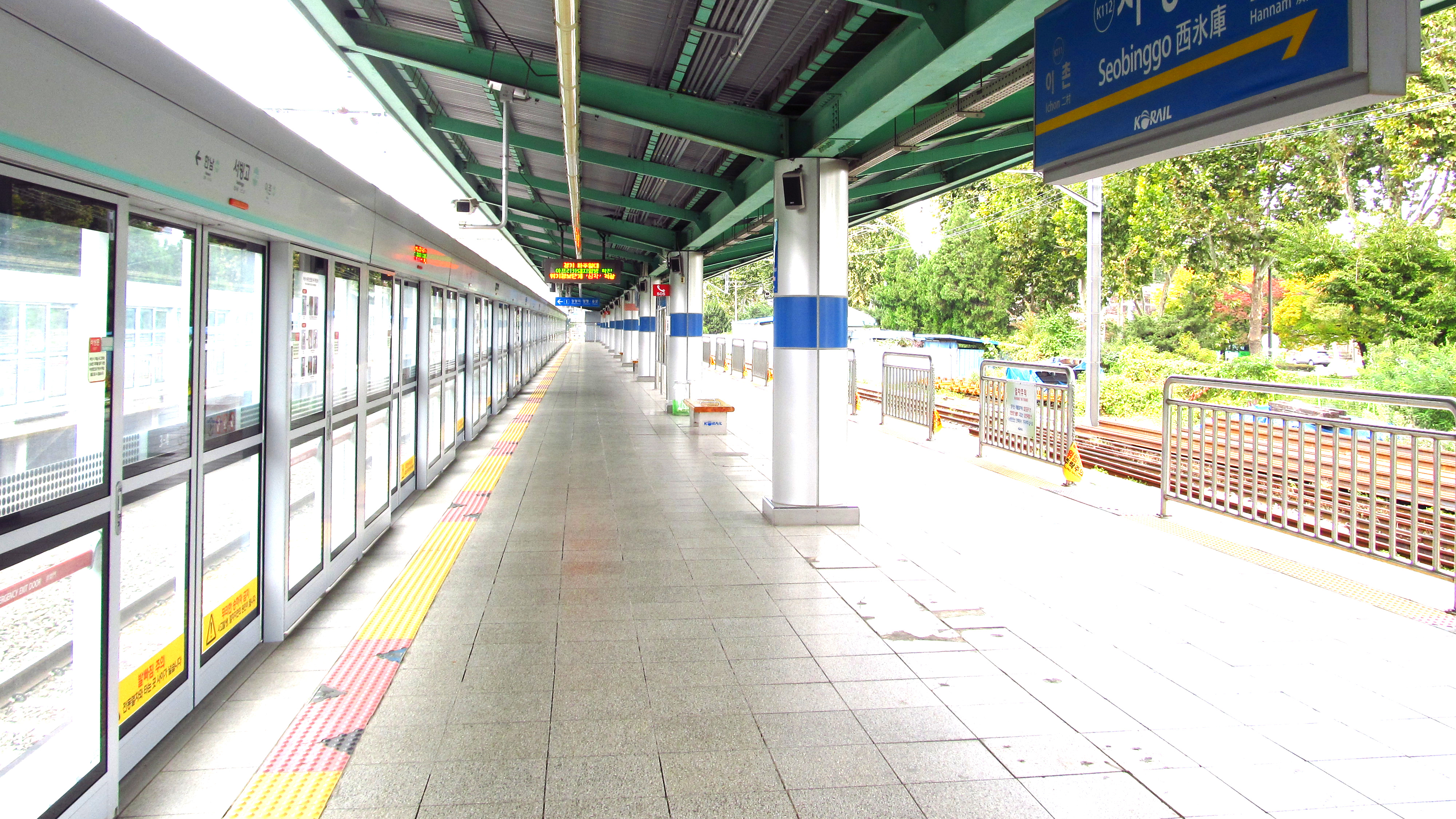
站台

## 车站周边
- 美军基地
- 西冰库初等学校

## 历史
- 1917年10月1日 - 落成使用。
- 1980年4月1日 - 京元线龙山-城北运行系统列车开始停靠本站。
- 2005年12月15日 - 京元线龙山-城北运行系统停运，首都圈电铁中央线列车开始停靠本站。